# José Nuno da Câmara Pereira
José Nuno Monteiro da Câmara Pereira (Ilha de Santa Maria, Açores, 1 de abril de 1937 — Lisboa, 14 de janeiro de 2018) foi um professor e artista plástico português.
Criador multifacetado, foi um dos mais importantes artistas plásticos portugueses oriundos e/ou residentes nos Açores e a sua obra ocupa um lugar de destaque no panorama artístico português do seu tempo, em particular nas décadas de 1970 e 1980. 

## Biografia

Caos Sensível III, 1982, tinta sobre chapa de off-set e chapa recortada, 140 x 110,5 cm (Coleção Moderna da Fundação Calouste Gulbenkian)

José Nuno, nome pelo qual era habitualmente tratado, nasceu a 1 de abril de 1937. Em 1957 participou numa visita de estudantes à Ilha do Faial para observar a erupção do Vulcão dos Capelinhos, o que seria determinante para a sua futura criação artística. Partiu para Lisboa em 1958 para estudar pintura, tendo-se licenciado pela Escola Superior de Belas-Artes de Lisboa em 1966. Foi docente na Escola Técnica de Alcobaça (1961-66), na Escola António Arroio (1966-71), no IADE (1969-74) e no Ar.Co (1973-79), Lisboa, e na Escola Superior de Belas-Artes de Lisboa (1987-1989). Esta foi uma vertente importantíssima da sua atividade. Paralelamente realizou trabalhos como artista gráfico e publicitário. Foi diretor artístico do Círculo de Leitores (1974-85).
Expôs individualmente inúmeras vezes a partir de 1974 (Galeria Ottolini, Lisboa, 1974; Museu Carlos Machado, Ponta Delgada, 1977; Galeria António Prates, Lisboa, 2006; etc.) e participou em diversas exposições coletivas de vulto, nomeadamente em A História Trágico- Marítima (SNBA, 1983), na exposição 1984 - O futuro é já hoje? (Centro de Arte Moderna da Fundação Calouste Gulbenkian, 1984) onde é premiado, na exposição AICA-PHILAE (SNBA, 1986), onde recebeu o 1º prémio, ou na III Exposição de Artes Plásticas da Fundação Calouste Gulbenkian, onde lhe foi atribuído o Prémio da categoria Instalações/Objetos.
Em 1987-88 frequentou o Center for Advanced Visual Studies do M.I.T. – Massachusetts Institute of Technology, Cambridge USA como bolseiro da Fundação Calouste Gulbenkian e da Fundação Luso-Americana. Em 1994 regressou aos Açores, fixando-se em Angra do Heroísmo, na Ilha Terceira . A mudança irá estar associada a um distanciamento da cena artística em Portugal Continental. A partir daí desenvolveu uma série de projetos de intervenção pública. "Passa a animar como pedagogo a Oficina d’Angra e o Centro Residencial para Artistas, que visam abrir as potencialidades poéticas deste arquipélago aos criadores do mundo inteiro. Neste contexto, por exemplo, promoveu em 96 a realização de um Simpósio Internacional Multimédia que levou ao Faial 25 artistas de todo o mundo, entre os quais a também açoriana Ana Vieira, que era sua amiga e que com ele partilhava memórias de infância". A 3 de setembro de 2001, foi agraciado com o grau de Comendador da Ordem do Infante D. Henrique.
Em Abril de 2006 expôs individualmente na Galeria António Prates, Lisboa. Denominada Ultraperiferia, a exposição significou um breve regresso à capital; foi apresentada por José Luís Porfírio e patenteava uma vez mais a sua capacidade para experimentar novos materiais e novas abordagens ao caos sensível. Nesse mesmo ano o Instituto Açoriano de Cultura editou um DVD sobre a personalidade e a obra do artista integrando um filme ("Um Criador Nas Suas Ilhas" de Marcus Robbin), uma longa entrevista (Fixar a matéria, conduzida por José Luís Porfírio) e uma exposição virtual (O Pintor Outro, realização de Paulo Porfírio e José Luís Porfírio). Em 2014 José Nuno viu-se forçado a interromper a atividade artística por motivos de saúde. Em 2016 foi organizada uma grande exposição retrospetiva da sua obra no Arquipélago, Centro de Artes Contemporâneas (Ribeira Grande, ilha de S. Miguel, Açores). Com o título de Um Sísifo feliz, a exposição foi comissariada por José Luís Porfírio e integrou uma extensa seleção de trabalhos das diversas fases da sua obra (nomeadamente uma recriação da peça Mar de Lama, originalmente apresentada na Sociedade Nacional de Belas Artes em 1986), tendo sido publicado um catálogo com um balanço de toda a sua carreira artística.
Em 2010 foi-lhe atribuída a Insígnia Autonómica de Reconhecimento pela Assembleia Legislativa da Região Autónoma dos Açores.

## Obra

Trans-Figuras, 1983, vista da instalação, SNBA, Lisboa

Grande Contentor, 2005, técnica mista sobre madeira, 191 x 325 x 56 cm

José Nuno da Câmara Pereira afirmou-se no quadro artístico português a partir de 1974, ano em que realizou a sua primeira exposição individual, revelando-se então um pintor "seguro do seu ofício" em obras de uma "amabilidade controlada" onde é possível detetar, desde logo, um dos principais fios condutores da sua obra: a ligação às suas origens açorianas/atlânticas. 
A sua obra viria a evoluir, realizando, a partir do final dos anos de 1970, "experiências estéticas de fôlego internacional" diversas das propostas pictóricas iniciais e ganhando crescente visibilidade a partir daí. No ano de 1979 apresentou Imaginação da Matéria, no espaço da Central Tejo, Lisboa (que hoje acolhe o Museu da Eletricidade), uma exposição individual crucial na sua carreira e que integrava um vasto conjunto de peças realizadas com diversos materiais, em especial líquidos coloridos com propriedades particulares, que no momento da sua intervenção eram ativados, começando a arder, lançando pequenas chamas, "ou a ferver, ou a deitar um fumo branco, qual nevoeiro de cena, ou a borbulhar surdamente como caldeiras vulcânicas, enquanto outros continuavam em repouso, nos seus recipientes translúcidos, rodeados de areia fina"; aqui, nas palavras de José Augusto França, José Nuno da Câmara Pereira "levou a dinâmica dos elementos postos em cena a últimas e ameaçadoras consequências". Em Imaginação da Matéria a constante interrogação à matéria tomou forma pela primeira vez e o artista não mais deixaria de a aflorar em exposições posteriores.
Neste período (final da década de 1970), habitualmente associado ao regresso à pintura, "José Nuno efectuava [segundo José Luís Porfírio] um movimento rigorosamente inverso, i.e., regressava da pintura no que era uma memória de uma matéria anterior, plástica, moldável, fluida, de universo jovem que se auto-construía tal como a sua pintura (ainda) se pintava a si mesma". Seguiram-se vários anos de invenção contínua no domínio da instalação, interrompidos em 1987 com a partida para os EUA . É o que podemos constatar em Trans-Figuras, a obra polémica com a qual participou na exposição coletiva História Trágico-Marítima (SNBA, 1983) – esta exposição procurava ser um contraponto à oficialidade comemorativa da XVII Exposição do Conselho da Europa, dedicada aos Descobrimentos. A gigantesca instalação de José Nuno configurava, nas palavras de Fernando Pernes (revista Colóquio Artes, setembro de 1983), uma "imagem do fim do mundo, praia podre de água estagnada onde o tempo parece remontar ao caos original […]. O conjunto constitui-se num descomunal brinquedo de espuma de borracha. Integra pássaros marítimos, rochedos-nuvens a pairarem numa paisagem de não se sabe de onde nem quando". Uma mesma pulsão criadora está na origem da peça Mar de lama, experiência nova no seu percurso que apresenta em 1986 na SNBA numa exposição conjunta com Pedro Chorão e Pires Vieira. Tratava-se agora, nas palavras do artista, "de trazer para o interior do Salão Nobre da SNBA a terra viva, a terra depois da tempestade, a terra devastada que normalmente não temos como experiência dentro da cidade" (documentário e entrevista "José Nuno – Um Criador nas Suas Ilhas", IAC, 2006).
Se obras efémeras como estas, que despareceram com o passar do tempo, traziam a matéria da pintura para o nível do chão, outras nos anos seguintes, realizadas depois do regresso aos Açores, voltaram a colocá-la na parede, o seu lugar tradicional. Este período final, marcado por projetos coletivos e por atividades associativas e de dinamização, correspondeu também a uma fase de intensificação da produção plástica, quer ao nível da arte pública quer da pintura, e criação de objetos vários numa pesquisa de materiais que, ao contrário da década de 1980, "se afasta do efémero, apostando na durabilidade e permanência". Segundo José Luís Porfírio, "os autoportantes, também chamados contentores pelo pintor, são por certo das peças mais impressionantes criadas por J N C P na primeira década do século" (século XXI); "próximas de alguns dos seus mapas, bem como dos trabalhos integrando peles de animais (que abundantemente utilizou por volta de 2005), os seus contentores são, no entanto, obras que ganham e criam um efeito e uma presença bem diferentes".
José Nuno da Câmara Pereira foi, desde o início, um artista difícil de classificar; "os seus trabalhos em torno da instabilidade da matéria, onde a pintura continuamente nascia e morria, na sua impermanência radical, buscavam, e encontravam, uma raiz, um nascimento contínuo para uma pintura diferentemente outra no espectáculo, ao mesmo tempo real e imaginário, do seu fazer-se e desfazer-se a si mesma". A José Nuno, "animava-o a infinita pergunta sobre a natureza do mundo, da matéria, da água e do fogo, esses elementos antigos sempre presentes e ativos no seu arquipélago natal. Em todas as áreas que abordou, quer fosse na pintura, a sua área de formação essencial, na instalação, no vídeo, na cerâmica ou até na escultura (fez, nomeadamente, uma peça de grande formato para a Pousada de Angra do Heroísmo, cidade onde vivia), soube sempre captar a efervescência de um mundo ainda e sempre em devir, devir esse que por vezes se fazia sentir também na sua obra: em 1987, por exemplo, desenvolvia uma técnica para a utilização de cristais líquidos na pintura que lhe permitiam, como então afirmava, «fazer aparecer e desaparecer a imagem conforme a variação da temperatura». Qualquer associação com as mudanças provocadas na paisagem por causas vulcânicas não era, decerto, mera coincidência".

## Exposições individuais
- 1974 – Galeria Ottolini, Lisboa.
- 1977 – Paisagens de Mito e Memória, Museu Carlos Machado, Ponta Delgada
- 1979 – Imaginação da Matéria, Central Elétrica do Tejo EDP/ EP.
- 1984 – Recado para Inês, instalação na Igreja de Santa Clara-a-Velha, Coimbra.
- 1985 – Empatia, Galeria Diferença, Lisboa.
- 1987 – Natura/Contranatura, Galeria do Jornal de Notícias, Porto (primeira apresentação de uma revisão significativa da obra de JNCP) | Exposição de pintura, Galeria Arco 8, Ponta Delgada.
- 1995 – Exposição de pintura na Marconi, Ponta Delgada.
- 1996 – Humano. Inumano. Desumano, Câmara Municipal de Lagoa, ilha de São Miguel.
- 2000 – A window on the Azores (Uma janela sobre os Açores), Museu de Arte de New Bedford, E.U.A. | Em Baixo, Rente ao Chão, Fórum Picoas, Lisboa, a convite da AICA (com a colaboração de Jorge Listopad e Telectu).
- 2003 – Exposição inaugural do Centro Cultural e de Congressos de Angra do Heroísmo - Pintura/ Escultura/ Instalação | O riso de Buda em Tempo de Guerra, Galeria Franco Steggink, Lagoa (exp. itinerante).
- 2006 – Ultraperiferia, Galeria António Prates, Lisboa.
- 2007 – Percursos, Carmina Galeria, Galeria de Arte Contemporânea, Angra do Heroísmo.
- 2008 – Speculum, instalação no Centro de Artes e Ciências do Mar, Lajes do Pico | Contentor de Paisagem & CIA, instalação na Biblioteca Pública e Arquivo Regional de Angra do Heroísmo.
- 2009 – Exposição no Castelo de S. João Baptista, Angra do Heroísmo.
- 2012 – Sonho de uma Noite de Verão – Apocalipse Now, Instituto Açoriano de Cultura, Angra do Heroísmo.
- 2016 – José Nuno da Câmara Pereira – Um Sísifo Feliz, exposição retrospetiva, Arquipélago – Centro de Artes Contemporâneas, Ribeira Grande, S. Miguel (comissário José Luís Porfírio).

## Exposições coletivas (seleção)
- 1980 – Foire Internationalle d’Art Contemporain (FIAC), Grang Palais, Paris (em representação da Galeria Quadrum).
- 1982 – Desenhos?, Projeto Sema, Edifício Mobil (apresenta a peça de grande escala Urraca, a Serpente Voadora).
- 1983 – A História Trágico-Marítima, Sociedade Nacional de Belas Artes, Lisboa (apresenta a peça de grande dimensão Trans-Figuras)
- 1984 – 1984, o Futuro é já hoje, Centro de Arte Moderna, Fundação Calouste Gulbenkian (apresenta a peça Estação Arqueológica Terra, que é premiada) | Exposição AICA – Associação Internacional de Críticos de Arte | I Bienal de Arte dos Açores e do Atlântico, Ponta Delgada (Menção Honrosa).
- 1986 – III Exposição de Artes Plásticas da Fundação Calouste Gulbenkian, Fundação Calouste Gulbenkian, Lisboa (prémio de Instalação com O Começo: o Chão da Terra) | Exposição AICA – PHILAE, Lisboa, Sociedade Nacional de Belas Artes, Lisboa (1º Prémio) | Apresenta Mar de Lama, SNBA, Lisboa (exposição em conjunto com Pedro Chorão e Pires Vieira).
- 1987 – II Bienal de Arte dos Açores e Atlântico, Angra do Heroísmo.
- 1988 – Deutscher Kunstlerbund/ Karlgruber (Coletiva dos Artistas do Center For Advanced Visual Studies do MIT – Alemanha).
- 1989 – Meio Século de Arte nos Açores, organizada pela Direção Regional dos Assuntos Culturais, Horta | III Bienal de Arte dos Açores e Atlântico, Horta.
- 1992 – Arte Portuguesa do Séc. XX, Osnabruk, Alemanha | I.M.M.S. – International Multimédia Symposium Travelling Exhibition, Lisboa, Madrid e Londres.
- 1996 – Artistas Açorianos em Macau, Galeria Arco 8 e Instituto Cultural de Macau.
- 1999 – Uma Janela sobre os Açores, Galeria Nacional da Bermuda.
- 2000 – Uma Janela sobre os Açores, Museu de Arte de New Bedford, E.U.A..
- 2004 – Evocações da Paisagem. Uma Antologia de 10 anos de pintura nos Açores, Teatro Micaelense, Centro Cultural e de Congressos, Ponta Delgada.

## Prémios
- 1984 – Premiado na exposição O Futuro é já hoje?, CAM, Fundação Calouste Gulbenkian | I Bienal dos Açores e Atlântico, Menção Honrosa da SREC.
- 1986 – III Exposição de Artes Plásticas da Fundação Calouste Gulbenkian, Prémio de Instalações/Objetos | AICA-PHILAE, Sociedade Nacional de Belas Artes, 1º Prémio.
- 1987 – Prémio SEAT, considerado artista do ano 1986 (prémios atribuídos às figuras que se destacaram, em Portugal, nas diferentes áreas de intervenção).
- 2000 – Prémio Domingos Rebelo, Direção Regional da Cultura, Açores.